# (37634) 1993 UZ
1993 UZ (asteroide 37634) é um asteroide da cintura principal. Possui uma excentricidade de 0.09030560 e uma inclinação de 20.53652º.
Este asteroide foi descoberto no dia 19 de outubro de 1993 por Eleanor F. Helin em Palomar.